# Bob Thomson
Robert « Bob » Thomson était un footballeur anglais qui a joué durant le début du XXe siècle, principalement avant la première guerre mondiale. Il était attaquant.

## Biographie
Thomson ne voit que d'un œil. Ceci est dû à un accident d'enfance avec des feux d'artifice. Lorsqu'on lui demandait comment il faisait quand la balle venait à lui du côté de son œil aveugle, Bob répondait : « Je fermais juste mon autre œil et je jouais de mémoire. »
Il commence dans le modeste club local de Croydon Common, avant de rejoindre le club de Chelsea en septembre 1911. Sa saison la plus réussie avec Chelsea a lieu en 1914-1915, où il inscrit six buts en huit matchs de FA Cup. Ses buts aident son équipe à atteindre la finale, perdue contre Sheffield United.
Lorsque les compétitions de football sont abandonnées en Angleterre en 1915, Thomson continue de jouer pour Chelsea lors de matchs non officiel durant la guerre, marquant 100 buts en trois saisons (1915-17). Il joue deux fois plus pour le club en coupe d'Angleterre une fois les hostilités terminées.
Il effectue un total de 95 apparitions et marque 29 buts avec Chelsea.
Il signe pour l'équipe de Charlton Athletic en 1921.